# Canton de Bretoncelles
Le canton de Bretoncelles est une circonscription électorale française du département de l'Orne créée par le décret du 25 février 2014 et entrée en vigueur lors des premières élections départementales suivant la publication du décret.

## Histoire
Un nouveau découpage territorial de l'Orne entre en vigueur à l'occasion des élections départementales de 2015. Il est défini par le décret du 25 février 2014, en application des lois du 17 mai 2013 (loi organique 2013-402 et loi 2013-403). Les conseillers départementaux sont, à compter de ces élections, élus au scrutin majoritaire binominal mixte. Les électeurs de chaque canton élisent au Conseil départemental, nouvelle appellation du Conseil général, deux membres de sexe différent, qui se présentent en binôme de candidats. Les conseillers départementaux sont élus pour 6 ans au scrutin binominal majoritaire à deux tours, l'accès au second tour nécessitant 12,5 % des inscrits au 1er tour. En outre la totalité des conseillers départementaux est renouvelée. Ce nouveau mode de scrutin nécessite un redécoupage des cantons dont le nombre est divisé par deux avec arrondi à l'unité impaire supérieure si ce nombre n'est pas entier impair, assorti de conditions de seuils minimaux. Dans l'Orne, le nombre de cantons passe ainsi de 40 à 21.
Le canton de Bretoncelles est formé de communes des anciens cantons de Rémalard (12 communes) et de Nocé (12 communes). Il est entièrement inclus dans l'arrondissement de Mortagne-au-Perche. Le bureau centralisateur est situé à Bretoncelles.

## Représentation
| Période élective | Période élective | Mandat | Mandat   | Identité            | Nuance | Nuance | Qualité |
| ---------------- | ---------------- | ------ | -------- | ------------------- | ------ | ------ | --- |
| 2015             | 2021             | 2015   | 2021     | Jean-Michel Bouvier |        | DVD    | Notaire retraité, conseiller général du canton de Nocé (2001-2015), maire de Verrières, rapporteur général du budget |
| 2015             | 2021             | 2015   | 2021     | Séverine Yvard      |        | DVD    | Agricultrice, maire adjointe de Colonard-Corubert, conseillère régionale de Normandie                                |
| 2021             | 2028             | 2021   | en cours | Christelle Radenac  |        | DVD    | Clerc de notaire, maire de Sablons-sur-Huisne depuis 2020                                                            |
| 2021             | 2028             | 2021   | en cours | Patrick Rodhain     |        | DVD    | Cadre du service public de l'emploi Maire de Rémalard en Perche depuis 2014                                          |

### Résultats détaillés

#### Élections de mars 2015
À l'issue du 1er tour des élections départementales de 2015, trois binômes sont en ballotage : Jean-Michel Bouvier et Séverine Yvard (DVD, 33,13 %), Gabriel Krielaart et Élisabeth Monfermé (FN, 27,26 %) et Jean-Pierre Gérondeau et Martine Moulin (DVD, 25,68 %). Le taux de participation est de 55,18 % (4 864 votants sur 8 814 inscrits) contre 54,04 % au niveau départemental et 50,17 % au niveau national.
Au second tour, Jean-Michel Bouvier et Séverine Yvard (DVD) sont élus avec 67,38 % des suffrages exprimés et un taux de participation de 55,42 % (2 981 voix pour 4 885 votants et 8 814 inscrits).

#### Élections de juin 2021
Le premier tour des élections départementales de 2021 est marqué par un très faible taux de participation (33,26 % au niveau national). Dans le canton de Bretoncelles, ce taux de participation est de 33,5 % (2 871 votants sur 8 570 inscrits) contre 34,53 % au niveau départemental. À l'issue de ce premier tour,  le binôme constitué de Christelle Radenac et Patrick Rodhain (DVD , 100 %), est élu avec 100 % des suffrages exprimés.

## Composition
Lors du redécoupage de 2014, le canton de Bretoncelles comprenait vingt-quatre communes entières.
À la suite de la création au 1er janvier 2016 des communes nouvelles de Cour-Maugis sur Huisne, Perche en Nocé, Rémalard en Perche et Sablons sur Huisne, le canton comprend désormais douze communes entières.
| Nom                                  | Code Insee | Intercommunalité  | Superficie (km2) | Population (dernière pop. légale) | Densité (hab./km2) | Modifier                                    |
| ------------------------------------ | ---------- | ----------------- | ---------------- | --------------------------------- | ------------------ | ------------------------------------------- |
| Bretoncelles (bureau centralisateur) | 61061      | CC Cœur du Perche | 40,21            | 1 462 (2022)                      | 36                 | modifier les données · modifier les données |
| Berd'huis                            | 61043      | CC Cœur du Perche | 11,45            | 1 094 (2022)                      | 96                 | modifier les données · modifier les données |
| Cour-Maugis sur Huisne               | 61050      | CC Cœur du Perche | 47,28            | 580 (2022)                        | 12                 | modifier les données · modifier les données |
| La Madeleine-Bouvet                  | 61241      | CC Cœur du Perche | 12,92            | 416 (2022)                        | 32                 | modifier les données · modifier les données |
| Moutiers-au-Perche                   | 61300      | CC Cœur du Perche | 33,61            | 370 (2022)                        | 11                 | modifier les données · modifier les données |
| Perche en Nocé                       | 61309      | CC Cœur du Perche | 86,63            | 1 974 (2022)                      | 23                 | modifier les données · modifier les données |
| Rémalard en Perche                   | 61345      | CC Cœur du Perche | 50,68            | 1 892 (2022)                      | 37                 | modifier les données · modifier les données |
| Sablons sur Huisne                   | 61116      | CC Cœur du Perche | 52,36            | 1 983 (2022)                      | 38                 | modifier les données · modifier les données |
| Saint-Cyr-la-Rosière                 | 61379      | CC Cœur du Perche | 18,75            | 234 (2022)                        | 12                 | modifier les données · modifier les données |
| Saint-Germain-des-Grois              | 61395      | CC Cœur du Perche | 10,38            | 204 (2022)                        | 20                 | modifier les données · modifier les données |
| Saint-Pierre-la-Bruyère              | 61448      | CC Cœur du Perche | 6,33             | 428 (2022)                        | 68                 | modifier les données · modifier les données |
| Verrières                            | 61501      | CC Cœur du Perche | 17,75            | 420 (2022)                        | 24                 | modifier les données · modifier les données |
| Canton de Bretoncelles               | 6108       |                   | 388,35           | 11 057 (2022)                     | 28                 | modifier les données                        |

## Démographie
En 2022, le canton comptait 11 057 habitants, en évolution de −4,4 % par rapport à 2016 (Orne : −3,21 %, France hors Mayotte : +2,11 %).
| 2013   | 2018   | 2022   |
| ------ | ------ | ------ |
| 11 722 | 11 372 | 11 057 |